# Marie Harel
Marie Harel (Crouttes, 1761. április 28. – Vimoutiers, 1844. november 9.) normandiai francia tejtermelő és sajtkészítő. Egy helyi legenda szerint ő készítette, együtt Charles-Jean Bonvoust apáttal 1791-ben az első camembert sajtot. 2017. április 28-án a Google doodle megemlékezett Marie Harelről.